# Melanochromis elastodema
Melanochromis elastodema е вид лъчеперка от семейство Цихлиди (Cichlidae). Видът е световно застрашен, със статут Уязвим.